# Cova de Las Chimeneas
La Cova de Las Chimeneas és un jaciment arqueològic enquadrat dins del complex Coves del monte Castillo, i està situada a Puente Viesgo, Espanya. Està inclosa en la llista del Patrimoni de la Humanitat de la UNESCO des de juliol de 2008, dins el conjunt Cova d'Altamira i art rupestre paleolític del nord d'Espanya (en  anglès, Cave of Altamira and Paleolithic Cave Art of Northern Spain).
És una cavitat amb dos pisos comunicats per la formació de xemeneies càrstiques, que són les que donen nom a la cova. L'interès arqueològic es troba en el pis inferior, ja que la part superior de la cova és simplement un laberint estèril.
En 1953 la descobreix el mateix equip de caminers de la Diputació Regional que descobreix la Cova de Las Monedas, i tres anys més tard Joaquín González Echegaray publica un estudi en el qual es parla de l'aparició de restes de sílex, inhumacions de Prehistòria recent i diferents gravats en la cova.
Tot el conjunt s'enquadraria dins de l'estil III de  Leroi-Gourhan, és a dir, d'època Solutriana. No obstant això, les datacions realitzades en Carboni 14 indiquen que les restes són magdalenianes.